# 中堅企業リポート
中堅企業リポート（ちゅうけんきぎょうリポート）は、1980年4月11日から1982年3月26日までNHK教育テレビで放送されたテレビ番組である。

## 概要
「第三の企業グループ」と言われ、大企業にはなっていないが中小企業の枠を超えて発展している中堅企業の経営上の工夫を紹介し、企業成長の秘密を探る経済番組であった。

## 放送時間
金曜日 08:00 - 08:30

## 主なテーマ
- 海外に拠点をつくる
- 小回りを生かす分社経営
- 省エネ時代の製品開発
- 新たな成長条件をさぐる
- 独自の技術で勝負する
- 海外市場に挑む
- 商品細分化で市場開拓
- 地域に根ざす
- 中小企業大学校・この1年

## 関連番組
- サラリーマンライフ
- ビジネス展望